# 吉諾峰

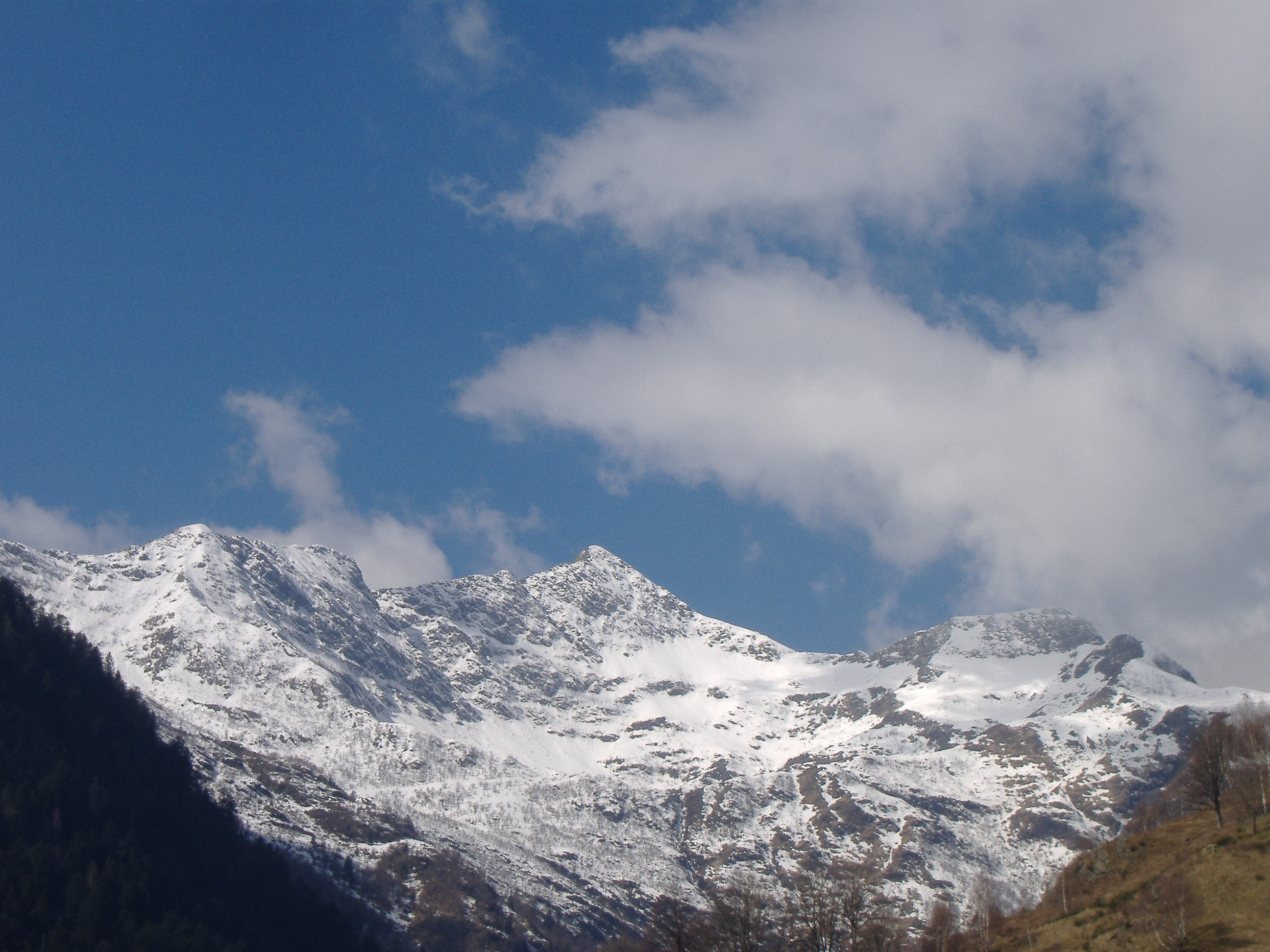

46°07′24″N 9°08′43″E / 46.12333°N 9.14528°E
吉諾峰（義大利語：Pizzo di Gino），是意大利的山峰，位於該國北部，由倫巴第大區負責管轄，屬於盧加諾前阿爾卑斯山脈的一部分，海拔高度2,245米，每年平均降雨量1,851毫米。